# 簪白笔
簪白笔，即将未用过的毛笔插在发、冠上。为此毛笔末端需要削尖。汉代官员为奏事之便而簪白笔，以便于随时书写。簪白笔的习惯可能始于秦代，由此逐渐演变为簪笔制度，持续到宋代。
崔豹《古今注·舆服第一》：“白笔，古珥笔，示君子有文武之备焉。”《宋史·舆服志四》：“立笔，古人臣簪笔之遗象。其制削竹为干，裹以绯罗，以黄丝为毫，拓以银缕叶，插于冠后。旧令，文官七品以上服朝服者，簪白笔，武官则否，今文武皆簪焉。”